# لایکا آر۳
لایکا آر۳ (به انگلیسی: Leica R3) یک دوربین عکاسی تک‌لنزی بازتابی ساخت شرکت لایکا است.